# 佐野俊英が、あなたの専用原画マンになります
『佐野俊英が、あなたの専用原画マンになります』とは、2009年11月20日に G.J?より発売された画像編集ソフト。

## 解説
G.J?に所属する佐野俊英の手掛けたCGから、パーツを編集してユーザー好みのHシーンを作り上げるソフト。
素材となるCGはG.J?の過去作品のほか、佐野が新規に書き下ろしたものも含まれており、このうち新規素材は「お姉さんタイプ」（声：計名さや香）、「少女タイプ」、「熟女タイプ」（声：計名さや香）の3人分のCGが用意されている。
本作には「画像編集モード」と「シーン編集モード」と「ボイス編集モード」が搭載されている。
ユーザーはまずキャラクターの素体と背景とパーツやアイテムを選択し、マウスでサイズや位置を調節して配置する形でグラフィックを作成する。
音声の入力も可能であり、その際セリフは収録されている音声を編集するほか、WAV形式の音声ファイルを使用することも可能である。
完成したHシーンは自分で楽しめるほか、インターネット上にアップロードすることも可能である。
シリアルコードを表記（またはプログラムソース等への記載)すれば、商用利用も許可されている。ただし、BGMの使用は許可されておらず、収録されている素材そのものを「素材集」として発売することは認められていない。